# Flesland
Flesland est une localité du comté de Vestland, en Norvège.
L'aéroport de Bergen, en norvégien Bergen lufthavn, Flesland, le deuxième aéroport de Norvège, se situe près du village de Flesland.

## Géographie
Administrativement, Flesland fait partie de la kommune de Bergen.